# Jo Vargas
Jo Vargas ist das Pseudonym der französischen Malerin Joëlle Audoin-Rouzeau (* 7. Juni 1957 in Paris).
Das Pseudonym entstand aus der Abkürzung ihres Vornamens und der Figur „Maria Vargas“ (Ava Gardner im Film „Die barfüßige Gräfin“).
Jo Vargas ist die Tochter des Kulturjournalisten und Surrealisten Philippe Audoin, Zwillingsschwester der Kriminalautorin Frédérique Audoin-Rouzeau (die den Pseudonymnachnamen übernahm und als Fred Vargas publiziert), und Schwester des Historikers Stéphane Audoin-Rouzeau, des Co-Direktors des Historial de la Grande Guerre in Péronne (Département Somme).
Sie absolvierte die Ecole Nationale des Arts Décoratifs und realisierte eine große Zahl von Bühnenbildern für Oper und Theater.

## Ausstellungen
- L'affaire Dashiell Hammett, 2. Festival du Polar, Saint-Quentin-en-Yvelines, 1997
- Einführung zur Ausstellung Des désordres et des hommes, Café und Galerie Bonngout, Bonn, 1998
- Un chémin aérien et poétique, Serigrafische Bilder von der Place Blanche bis zur Place des Abbesses, Quartier Lepic-Abbesses, Paris, La Fête à Jacques, 2000.
- Historial de la Grande guerre, Château de Péronne, 28. Februar bis 11. Mai 2003. 11 großformatige Bilder (220 × 200 cm), 15 kleinformatigen (70 × 70 cm) gegenübergestellt. Ausstellungskatalog: 93 Montreuil, Impr. Stipa, ISBN 2-9510272-9-X, BN 39097592
- La vie d'artiste: de la cigale à la fourmi, Histoire du mouvement social et syndical des artistes interprètes de 1890 à 1960, réalisée à partir des archives de l'Union des artistes et du Syndicat national des artistes, prêtées par le Syndicat français des artistes interprètes. Grafische und szenografische Konzeption: Loïc Loëz Hamon, Maler: Jo Vargas. 5. November bis 24. Dezember 2003.
- Toiles récentes, Galerie Pablo Barletta, Saint Germain-des-Prés, Juni 2004.
- Peindre et comprendre la guerre im Zusammenhang mit dem 60. Jahrestag der Befreiung und der Ardennenoffensive, in Zusammenarbeit mit dem ungarischen Künstler János Sugár und dem kuwaitischen Künstler Hamad Khalaf, Abbaye de Stavelot, Belgien, 16. Oktober 2004 bis 9. Januar 2005.

### Zeichnungen
- Vita nova, Dante Alighieri, adaptiert für das Theater von Lulu Ménasé; aus dem Italienischen übersetzt und präsentiert von Alain de Libera; Paris : Arfuyen, 1997. ISBN 2-908825-57-0.

| Personendaten    | Personendaten                            |
| ---------------- | ---------------------------------------- |
| NAME             | Vargas, Jo                               |
| ALTERNATIVNAMEN  | Audoin-Rouzeau, Joëlle (Geburtsname)     |
| KURZBESCHREIBUNG | französische Malerin und Bühnenbildnerin |
| GEBURTSDATUM     | 7. Juni 1957                             |
| GEBURTSORT       | Paris                                    |